# Papagena
Papagena est un personnage de l'opéra La Flûte enchantée de Wolfgang Amadeus Mozart, composé sur un livret d'Emanuel Schikaneder.

## Personnage
Papagena est un personnage féminin de La Flûte enchantée de Mozart. Le rôle est écrit pour une voix de soprano.
Dans le livret, elle apparaît d'abord sous la forme d'une vieillarde repoussante et annonce à l'oiseleur Papageno qu'elle est sa future épouse. Papageno l'évoque souvent, mais doit affronter plusieurs embûches avant de la voir prendre corps telle qu'elle est vraiment. Papagena, présentée par les trois enfants ayant empêché le suicide de Pamina, se révèle alors sous son vrai visage, jeune et jolie, « âgée de dix-huit ans et deux minutes »,.
Papagena n'a dans l'opéra qu'une seule intervention chantée, un duo avec Papageno, « bref, mais extraordinaire dans son bégaiement syllabique stylisé » (Pa-Pa-Pa-Pa-Pa-Pa-Pa-Papageno),.
Pour le musicologue Rémy Stricker, « Mozart l'a faite inoubliable, autre femme de rêve, en quelques minutes, pour l'éternité ».

## Interprètes
Le rôle a été créé en 1791 par Barbara Gerl (en), dont le mari, Franz Xaver Gerl, a créé Sarastro.

## Hommage
L'astéroïde (471) Papagena, découvert en 1901, est nommé en son honneur.